# ساندرا بوين
ساندرا بوين (بالإنجليزية: Sandra Bowen)‏ هي مسؤولة أمريكية، ولدت في 13 أبريل 1941 في مقاطعة هاليفاكس في الولايات المتحدة.